# Biikebrennen

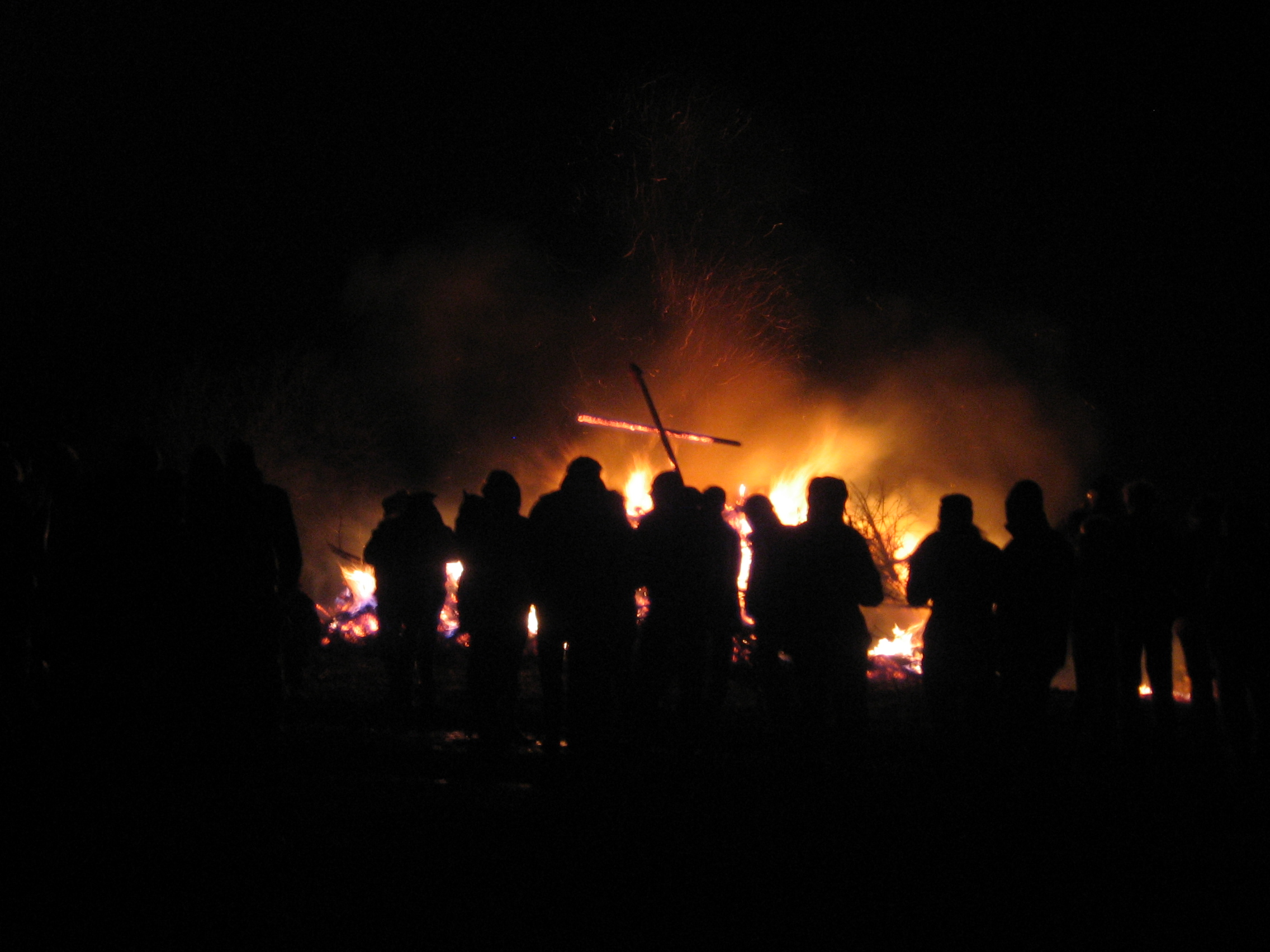
Biikebrennen (1)

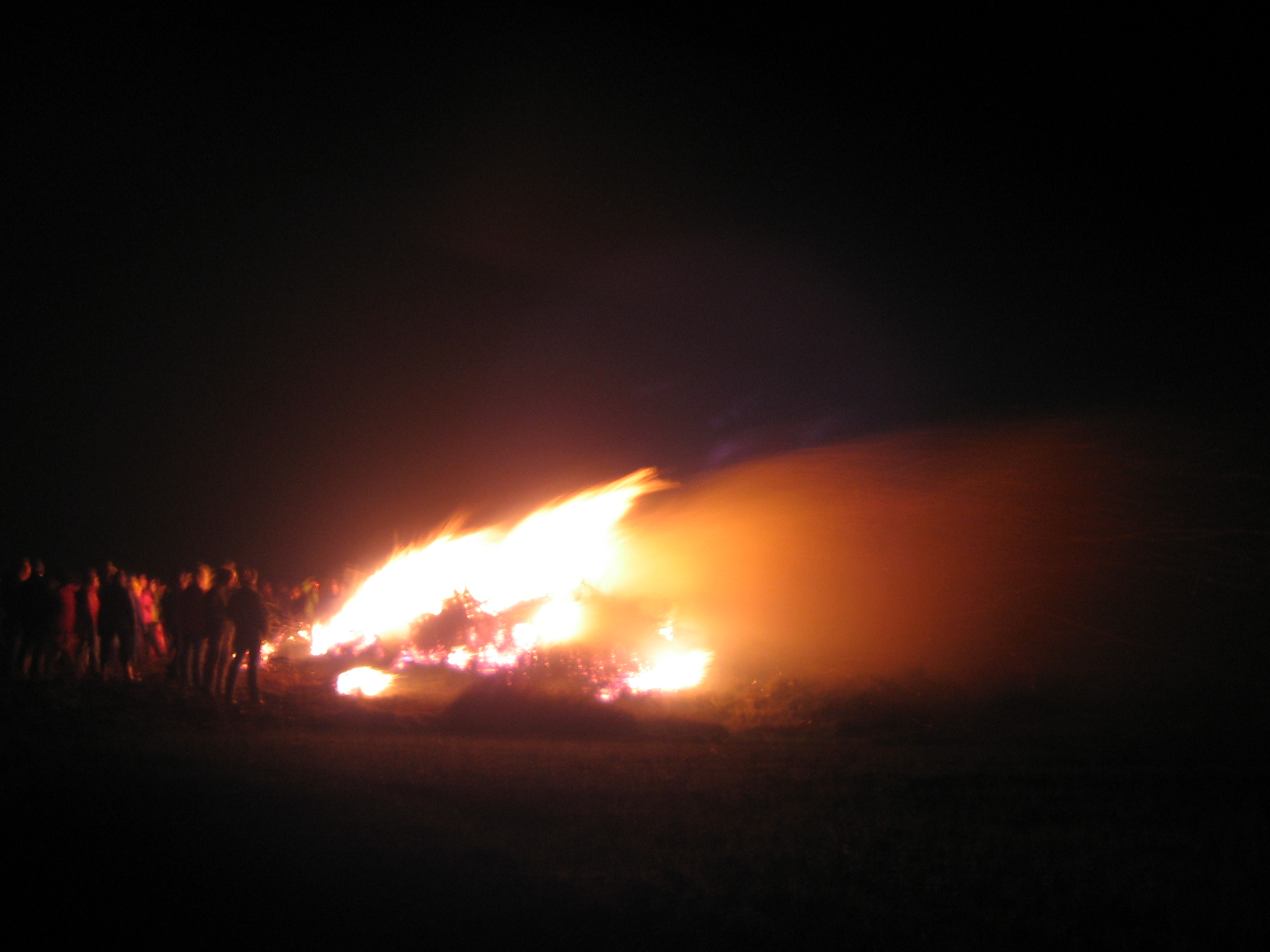
Biikebrennen (2)

Biikebrennen is Fries voor: 'baken branden'.
Biikebrennen is een traditioneel volksfeest in Noord-Friesland, waarbij op Sint Piter (21 februari) grote brandstapels (de biike) worden opgeworpen. Elk dorp en veel boerderijen en buurtschappen hebben hun eigen biike. Bij veel biikes vinden nog andere feestelijke activiteiten plaats, zoals toneel en zingen. Op de eilanden Föhr/Feer, Amrum/Oomram en Sylt/Söl hebben zich allerlei tradities ontwikkeld, zoals het pogen om de biikes van de buurdorpen voortijdig te vernielen. Op de vastewal is in de eerste helft van de 20e eeuw weinig aan het biikefeest gedaan, maar na de Tweede Wereldoorlog is de traditie in ere hersteld.
In Noord en Oost Nederland komt een soortgelijk gebruik vuur voor, het paasvuur branden, het wordt in Twente ook wel Boakebraandn genoemd. Het betreft hier eveneens grote vuren, maar deze worden niet rond Sint Piter, maar op Eerste Paasdag gebrand.
Over de oorsprong van het biikebrennen bestaan verschillende theorieën. Met de biike zou het komende voorjaar worden verwelkomd. De stropop die in sommige dorpen op de brandstapel staat zou dan de winter voorstellen die door de warmte wordt verteerd. Er wordt ook wel gedacht aan de biike als symbolische vuurtoren, wellicht zelfs als opvolger van de primitieve lichtbakens die in de 17e en 18e eeuw werden opgezet voor de zeevaarders en met name de vele mannen die mee waren op walvisvaart. Dat zou de naam van het feest 'baken branden' verklaren.